# Ангуло, Винисио
Винисио Сесар Ангуло Пата (исп. Vinicio César Angulo Pata; род. 26 июля 1988 года в Гуаякиль, Эквадор) — эквадорский футболист, нападающий клуба «Дорадос де Синалоа».

## Клубная карьера
Ангуло — воспитанник клуба «Барселона» из своего родного города. Профессиональную карьеру начал в «Индепендьенте дель Валье». В 2009 году он вернулся в «Барселону» и выступал в её составе три сезона, после чего вновь присоединился к «Индепендьенте дель Валье». В 2012 году Ангуло перешёл в «Норте Америка», но сразу же был отдан в аренду в португальский «Пасуш де Феррейра». В матче против «Насьонала» он дебютировал в Сангриш лиге. В начале 2013 года Винисио вернулся на родину, став игроком клуба «Эмелек». 30 января в матче против «Универсидад Католика» из Кито он дебютировал за новую команду. 6 марта в поединке Кубка Либертадорес против чилийского «Депортес Икике» Ангуло забил свой первый гол за Эмелек. В том же году он помог клубу выиграть чемпионат.
Летом 2014 года Ангуло на правах аренды перешёл в «Эль Насьональ». 8 марта в матче против «Депортиво Куэнка» он дебютировал за новый клуб. 13 апреля в поединке против «Манты» Винисио забил свой первый гол за «Эль Насьональ».
В начале 2015 года Ангуло перешёл в мексиканский «Дорадос де Синалоа». 10 января в матче против «Атланте» он дебютировал в Лиге Ассенсо. 8 марта в поединке против «Атлетико Сакапетек» Винисио забил свой первый гол за «Дорадос де Синалоа». Летом того же года Ангуло был отдан в аренду в «Алебрихес де Оахака». 26 июля в матче против «Симарронес де Сонора» он дебютировал за новый клуб. 23 августа в поединке против «Некаксы» Винисио забил свой первый гол за «Алебрихес де Оахака».
В начале 2016 года Ангуло на правах аренды присоединился к «Атлетико Сан-Луис». 17 января в матче против Лобос БУАП он дебютировал за новую команду. Летом 2016 года Винисио вновь был отдан в аренду в «Дорадос де Синалоа».

## Достижения
Командные
 «Эмелек»
- Чемпионат Эквадора по футболу — 2013